# Niesułowice (województwo małopolskie)
Niesułowice – wieś w południowej Polsce, położona w województwie małopolskim, w powiecie olkuskim, w gminie Olkusz, przy drodze wojewódzkiej nr 791.
Według danych z 31 grudnia 2017 r. wieś miała 543 mieszkańców.
We wsi jest wiejski ośrodek kultury.
W okresie rozbiorów w Niesułowicach będących wsią w Imperium Rosyjskim znajdowała się komora celna kategorii 3.
W latach 1954–1957 wieś należała i była siedzibą władz gromady Niesułowice, po jej zniesieniu w gromadzie Żurada.W latach 1975–1998 miejscowość położona była w województwie katowickim.
| Nazwa     | Rodzaj    | SIMC    |
| --------- | --------- | ------- |
| Gościniec | część wsi | 0217998 |
| Kasprzyki | część wsi | 0218006 |
| Na Wsi    | część wsi | 0218012 |
| Zadole    | część wsi | 0218029 |

## Związki wyznaniowe
Oprócz wiernych Kościoła rzymskokatolickiego, należących do parafii Chrystusa Króla w Lgocie, do roku 2012 w Niesułowicach działał samodzielny zbór Świadków Jehowy. Został on połączony ze zborem Ostrężnica.